# Église syriaque orthodoxe antiochienne

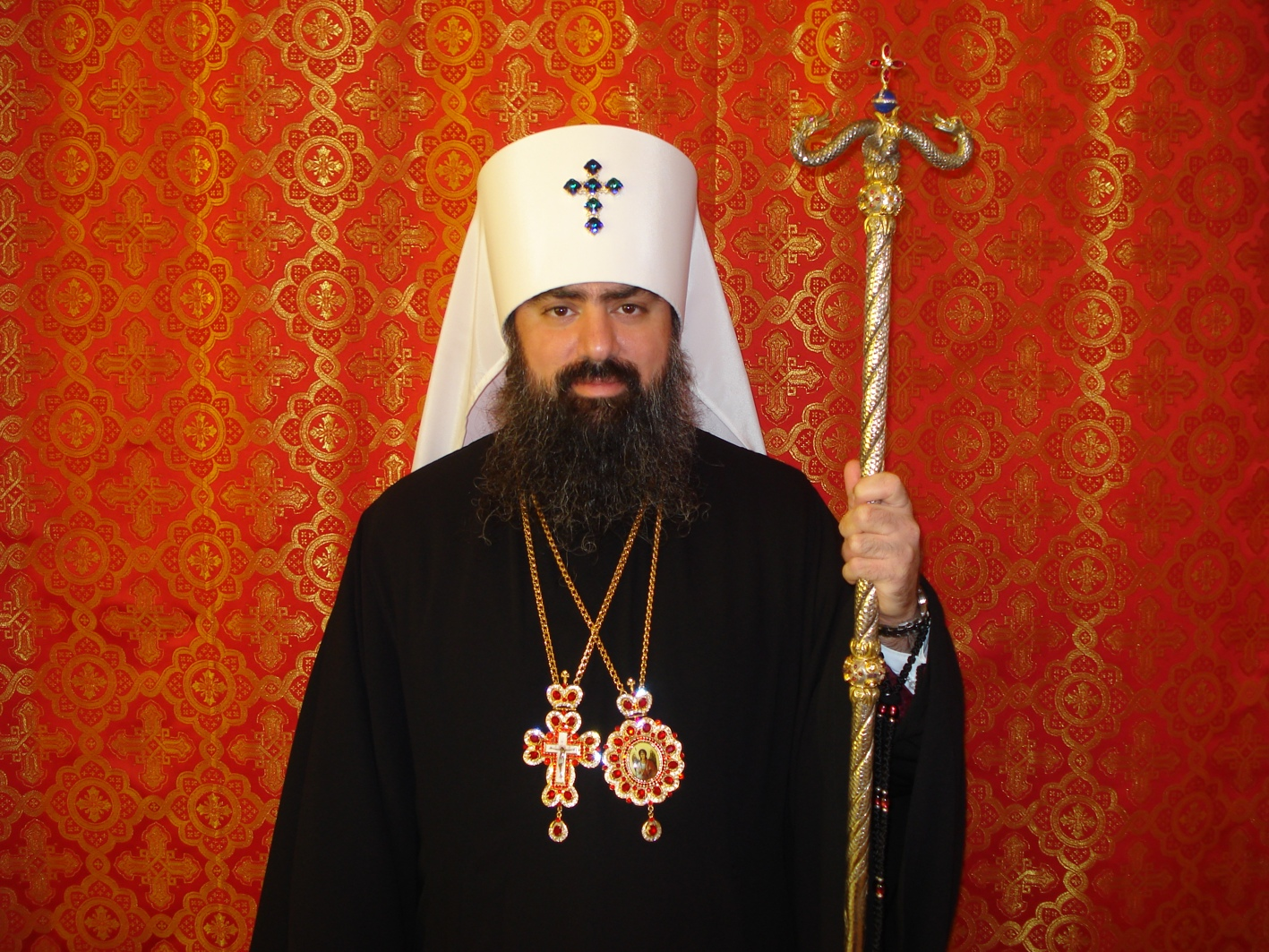
Le métropolite Mar Severius Mushe Görgün en 2009

L'Église syriaque orthodoxe antiochienne est une Église vieille-calendariste.
L'Église était auparavant une Église autonome fondée pour l'Europe par l'Église malankare orthodoxe qui a consacré son primat Mar Severius Mushe Görgün le 21 novembre 2007.
Cette Église jouit aujourd'hui d'une autonomie canonique par décision du Saint-Synode de l'Église malankare orthodoxe qui s'est réuni du 23 au 27 février 2009.

## Nom
Cette Église était aussi connue sous d'autres noms :
- Métropolie (archidiocèse) syriaque orthodoxe d'Europe
- Église syrienne orthodoxe malankare en Europe

## Histoire
Le 21 novembre 2007 à Thrissur, le Rabban Mushe Görgün, moine de l'Église syriaque orthodoxe en Allemagne a été, avec l'accord du Saint-Synode, consacré métropolite par deux évêques de l'Église malankare orthodoxe puis excommunié par son Église d'origine.
Un synode épiscopal de l'Église malankare orthodoxe se réunit à son siège à Kottayam du 23 au 27 février 2009, reconnaît la consécration du métropolite et la nouvelle juridiction autonome de cette Église alors dénommée « Église syriaque orthodoxe en Europe », accordant à son métropolite Mar Severius Mushe Görgün la dignité de primat.
Jusqu'en mars 2010, les fidèles des diverses juridictions syriaques orthodoxes des Indes vivant en diaspora à l'étranger étaient, lorsqu'ils contractaient mariage avec un fidèle de l'Église syriaque orthodoxe en Europe, interdits de sacrements dans leurs Églises d'origine respectives. Pour mettre un terme à cette situation, l'Église malankare orthodoxe consacra un évêque indien le 28 avril 2010 et condamna toute intervention en dehors de sa juridiction propre, à savoir l'Europe : c'est alors que la métropolie (archidiocèse) syriaque orthodoxe d'Europe devint l'« Église syriaque orthodoxe antiochienne ».
Lors du Saint Synode des 21 et 22 septembre 2011, pour apaiser ses relations avec son Église-mère, l'Église malankare orthodoxe, et ne pas interférer dans les querelles inter-juridictionnelles des Églises syriennes au Kérala, les diocèses syriaques orthodoxes antiochiens de l'Inde du Sud sont dissous.
L'Église syriaque orthodoxe antiochienne est reçue en 2016 dans la juridiction de l'Église des vrais chrétiens orthodoxes de Grèce - Synode du calendrier Patristique.

## Organisation
L'Église est présente en Allemagne, Pays-Bas, Belgique, France, Royaume-Uni et États-Unis.
Synode :
- Métropolite-Primat : Mar Severius Mushe Görgün 
  - Évêque du diocèse central des États-Unis : Mar John Cassian Lewis (réception le 21 mars 2010)
  - Ancien évêque d'Angamaly et du Kerala du Sud : Mar Bartholomaeos Joseph Varghese Mattathil (consacré le 21 mars 2010), mis à la retraite par les décisions du synode des 21 et 22 septembre 2011.
  - Ancien évêque d'Idukki et du Kerala du Nord : Mar Timotheos Yuhanon (consacré le 17 juin 2010), appelé à rejoindre l'Europe pour y servir les fidèles de l'Église.
- Le métropolite pour la France et l'Afrique a été Mar Philippos-Maryam (Mgr Philippe Miguet frère de Nicolas Miguet), précédemment ordonné évêque par Mgr Georges Musey de la lignée de Mgr Thuc (non reconnu par le Vatican) et réordonné sub conditione le 25 septembre 2011. En novembre 2015, Mar Philippos-Maryam a été excommunié[6].

## Formation du clergé
Le monastère de Saint-Gabriel en Allemagne.